# شیخ مزاری
شیخ مزاری، یک روستا از توابع بخش مرکزی شهرستان ارومیه،استان آذربایجان غربی، ایران است.

## جمعیت
این روستا در دهستان باراندوز قرار داشته و بر اساس سرشماری سال ۱۳۸۵ جمعیّت آن ۳۳۶ نفر (۶۵ خانوار)
بوده‌است.